# Muscle北村
Muscle北村（日语：マッスル北村，本名：北村克己，1960年10月6日—2000年8月3日），日本職業健美運動員、電視藝人。

## 早年生活
北村曾經對單車運動非常著迷，於初中2年級時嘗試過300公里來回河口湖的旅程，而在騎了16小時後因為體力透支而失去知覺。
在東京大學求學期間加入了健美部，並曾經參加關東學界錦標賽。他當時體重只有55公斤，發覺自己的體態與其他選手存在明顯差距。及後開始每天20至30隻雞蛋、2至3公升牛奶、3罐鯖魚罐頭和300克蛋白粉的極端飲食習慣。因為過份沉迷健身而荒廢學業，最後並沒有在東京大學畢業。因為難忍父親的責罵，後來考入了東京醫科牙科大學，不過最終都未能畢業。
在1985年亞洲錦標賽中贏得輕量級冠軍之後，他亦開始涉足娛樂圈。

## 死亡
2000年8月3日，北村因為低血糖併發症導致心臟衰竭死亡，終年39歲。